# Sóc đen

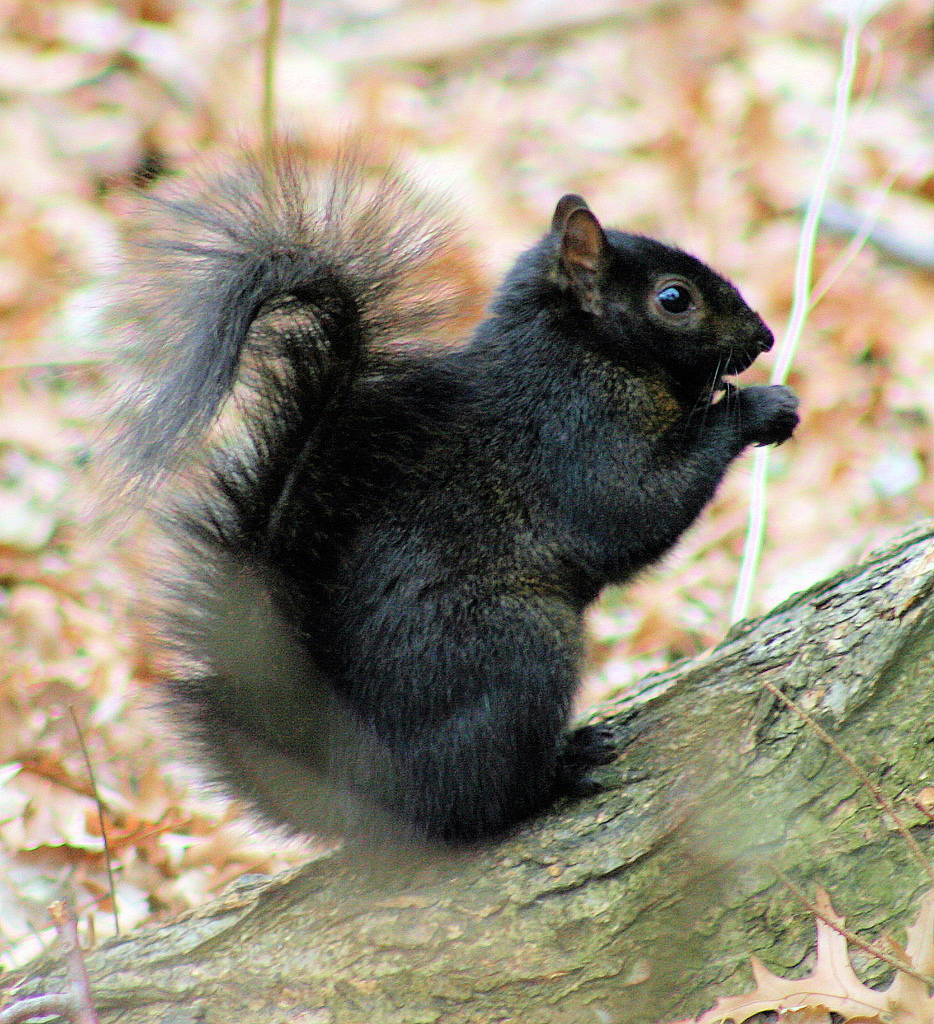
Một con sóc đen

Sóc đen là những cá thể sóc có lông màu đen do đột biến nhiễm hắc tố. Đột biến này ghi nhận ở những con sóc xám miền Đông và sóc cáo. Môi trường sống của chúng trải dài khắp vùng Trung Tây Hoa Kỳ, ở một số khu vực thuộc Đông Bắc Hoa Kỳ, phía đông Canađa, và ở Vương quốc Anh và ở một số quốc gia khác. Tổng số quần thể sóc đen nhỏ so với sóc xám.
Màu lông đen có thể xuất hiện tự nhiên như là một đột biến trong quần thể sóc xám, nhưng nó rất hiếm. Sự hiếm có của con sóc đen đã khiến nhiều người ngưỡng mộ và yêu quý chúng, và những chú sóc đen thích thú với tình cảm của công chúng và ở một số nơi người ta coi chúng như là linh vật. Ở một số tiểu bang Hoa Kỳ, cũng như ở Canada và Vương quốc Anh, sóc đen đã được đưa vào tự nhiên với hy vọng tăng số lượng của chúng, nhưng điều này cũng gây ra nguy cơ cho các loài sóc bản địa.

## Đặc điểm

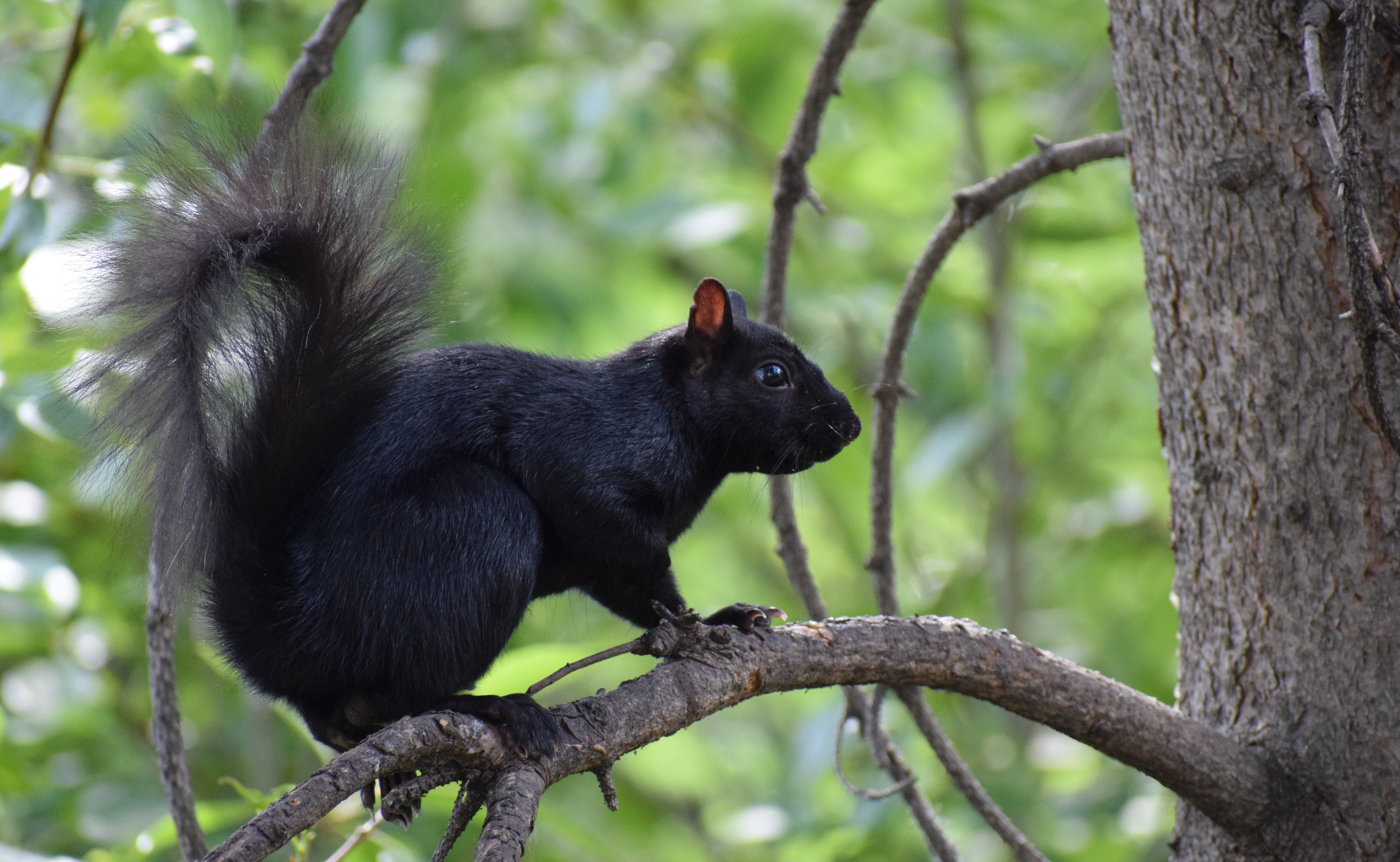
Một con sóc đen trong tự nhiên

Là một đột biến hiếm có của cả con sóc màu xám phía đông và sóc cáo, cá thể sóc đen có thể tồn tại ở bất cứ nơi nào có sóc xám hoặc sóc cáo. Trong số những con sóc xám miền đông, cặp phối giống màu xám không thể tạo ra con đực đen. Những con sóc xám có hai bản sao của một gen sắc tố thông thường và những con sóc đen có một hoặc hai bản sao của một gen sắc tố đột biến.
Nếu một con sóc đen có hai bản sao gen đột biến, nó sẽ là màu đen. Nếu nó có một bản sao gen đột biến và một gen bình thường nó sẽ là màu nâu đen. Ở những khu vực có nồng độ cao của loài sóc đen, lứa đẻ của các cá thể màu hỗn hợp thường gặp. Phân nhóm màu đen dường như đã chiếm ưu thế trên khắp Bắc Mỹ trước sự xuất hiện của người châu Âu vào thế kỷ 16, khi các khu rừng già của Mỹ vẫn còn nhiều và dày đặc. Màu sẫm màu đen của sóc đã giúp chúng ẩn náu trong những khu rừng già và dày đặc này.
Khi thời gian trôi qua, nạn phá rừng và săn bắn các con sóc đối với thịt và các loại củ ưa thích của chúng đã dẫn tới những lợi ích sinh học cho những cá thể màu xám; màu xám nhạt của chúng trở nên thuận lợi trong môi trường sống mới thay đổi của chúng. Ngày nay, phân nhóm đen đặc biệt phong phú ở phần phía bắc của dải miền Đông Siberia. Điều này là do hai yếu tố chính. Thứ nhất, sóc đen có độ chịu lạnh cao hơn đáng kể so với các con sóc xám. Thứ hai, bởi vì các khu rừng phía Bắc có mật độ dày hơn và do đó tối hơn, con sóc đen thích lợi dụng che giấu tốt hơn trong môi trường sống mờ nhạt này.

## Ghi nhận

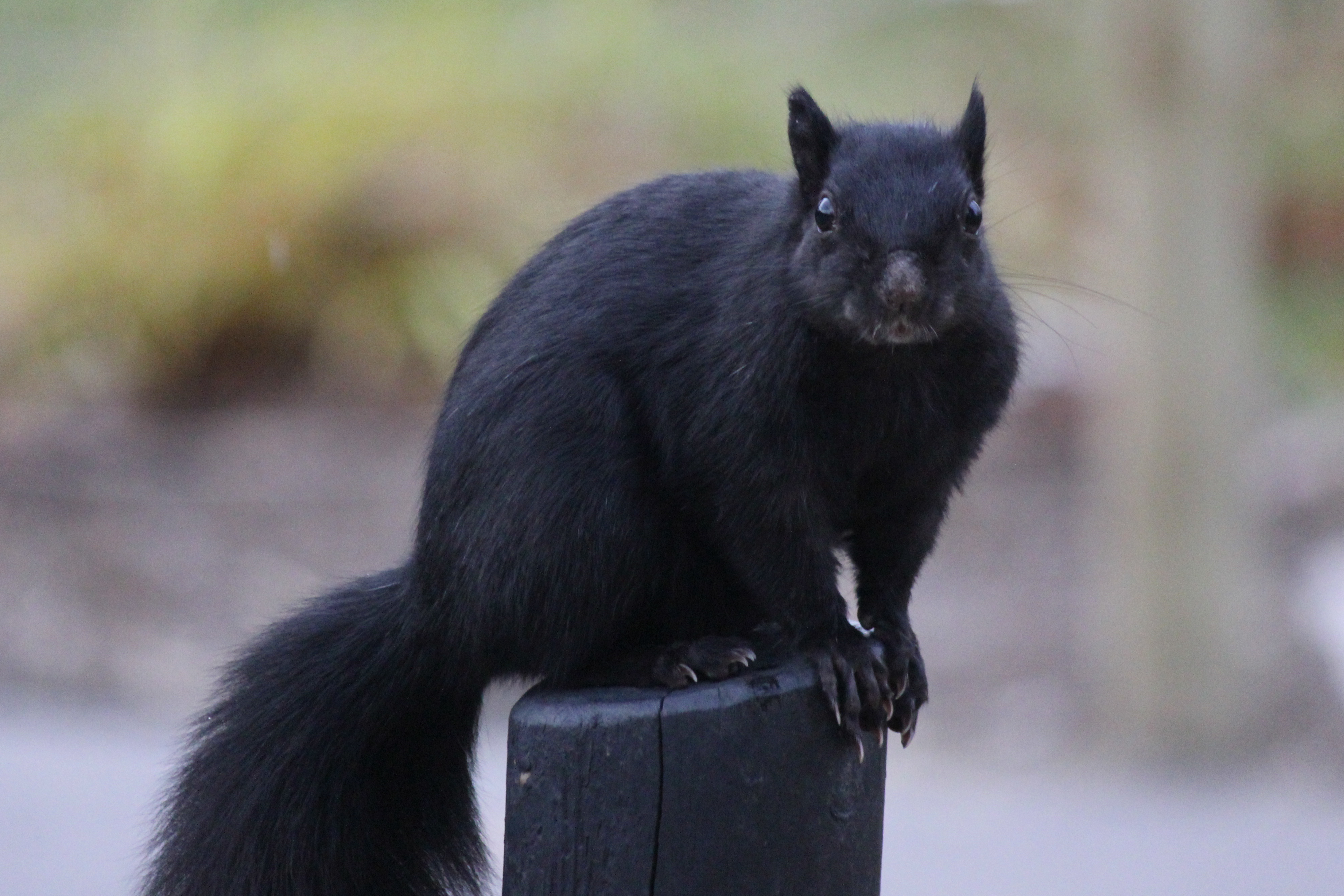
Một con sóc đen ở Mỹ

Các quần thể tự nhiên lớn của loài sóc đen (xám xám đông) có thể được tìm thấy khắp Ontario và ở một số vùng của Ohio, Maryland, Michigan, Houston, TX, Indiana, Virginia, Washington, D.C., Iowa, Wisconsin, Minnesota và Pennsylvania. Các quần thể loài sóc màu xám trong đó nhóm màu đen chiếm ưu thế có thể được tìm thấy trong sáu khu vực này cũng như trong những vùng nhỏ hơn ở Missouri, New Jersey, Delaware, Nam New York, Illinois và Connecticut và California. Các khu vực bên ngoài của Bắc Mỹ nơi mà sóc đen xuất hiện tự nhiên trong sự phong phú, có một số quần thể loài sóc đen nổi bật.
Tại Hoa Kỳ, thành phố Kent, Ohio đã phát triển một quần thể sóc sóc màu đen đáng kể sau khi mười con được nhập khẩu hợp pháp từ Canada vào tháng 2 năm 1961 bởi Larry Woodell, người bảo vệ đầu giếng tại Đại học Kent State University. Chúng đã đuổi ra những chú sóc bản địa ở nhiều khu vực, mặc dù chúng cùng sống hòa bình với hầu hết các động vật hoang dã thú rừng khác. Những con sóc đen đã được thành lập tại khu vực Thành phố Tứ giác dọc theo biên giới Iowa-Illinois. Những con sóc đen xuất hiện ngày càng tăng ở các thành phố Omaha và Lincoln, Nebraska, và ở những khu vực xung quanh, nơi không tìm thấy chú sóc xám miền đông.
Các chú sóc đen rất phong phú ở Battle Creek, Michigan, và, theo truyền thuyết, lần đầu tiên được Will Keith Kellogg, người thành lập công ty Kellogg, giới thiệu ở đó, trong một nỗ lực nhằm phá huỷ số lượng những con sóc đỏ ở địa phương. Câu chuyện tiếp tục cho thấy rằng cùng một số lượng sóc này đã được John Harvey Kellogg du nhập trong khuôn viên đại học Michigan State University cho cùng một mục đích. Những chú sóc đen đã được đưa đến Stanley Park ở Westfield, Massachusetts, vào năm 1948, được mang từ Michigan như một món quà cho một doanh nhân địa phương. Những con sóc đang phát triển mạnh trong công viên vào năm 2015. Chúng cũng đã được phát hiện gần đây (2016) ở Bang Washington.